# Souris marsupiale à longue queue
Sminthopsis longicaudata
Espèce
Statut de conservation UICN

 LC  : Préoccupation mineure
Statut CITES
La Souris marsupiale à longue queue (Sminthopsis longicaudata) est une espèce de marsupiaux. C’est un mammifère de la famille des Dasyuridae.

## Description
Le mâle mesure de 8 à 10 cm et la femelle de 80 à 90 cm. Il pèse de 15 à 20 g.

## Répartition et habitat
Cette espèce est endémique d'Australie. Elle vit dans les éboulis rocheux et dans les zones boisées.

## Alimentation
Il se nourrit d'arthropodes, d'araignées, de blattes, de mille-pattes, de sauterelles et de mouches.